# ماریهرا
مارهرا (به انگلیسی: Marehra) یک منطقهٔ مسکونی در هند است که در Etah district واقع شده‌است. مارهرا ۱۹٬۵۴۲ نفر جمعیت دارد.